# Luis Nery Caballero
Luis Nery Caballero Chamorro (Assunção, 22 de abril de 1990) é um futebolista paraguaio que atua como atacante. Atualmente joga no Deportivo Capiatá.
Seu pai, Luis Caballero, disputou a Copa do Mundo FIFA de 1986 pela Seleção Paraguaia.

## Seleção Nacional
Foi convocado pela Seleção Paraguaia no dia 29 de setembro de 2011, sendo chamado para atuar nos jogos das Eliminatórias Sul-Americanas da Copa do Mundo FIFA de 2014.